# Vítězslav Hloušek
Vítězslav Hloušek (31 ottobre 1914 – ...) è stato un cestista cecoslovacco.

## Carriera
Disputò una partita per la nazionale cecoslovacca alle Olimpiadi estive del 1936.